# And 7
and 7（アンド・セブン）は、SOUL'd OUTの18thシングルである。2011年4月27日にSMEレコーズより発売。

## 概要
- SOUL'd OUTの活動再開1枚目となるシングルである[1]。キャッチコピーは独自の解釈で提供する“2011年型ヒップホップチューン”。前作「COZMIC TRAVEL」から実に3年5か月ぶりとなるシングルとなった。
- 表題曲はメインMCのDiggy-MO'が作詞・作曲を単独で担当している。これはシングルでは初めてである。ピアノもDiggy-MO'が担当している。
- タイトルの「and 7」は"やることやって楽しく行こう、後は運次第だ"という意味と"ラッキー7"をかけた造語である。
- 初回生産限定盤にはライブ映像を収録したDVD、ロゴステッカー、特典応募ハガキが付いている。

## 収録曲

### CD
1. and 7 (4:31)
  - 作詞・作曲：Diggy-MO'　編曲：Diggy-MO', Shinnosuke

Diggy-MO'のソロアルバム「Diggyism II」収録の「COME ON feat. J'quartus (Grand Focus)」のセルフアンサーソングである。
2. カーテン・コール (4:24)
  - 作詞：Diggy-MO', Bro.Hi　作曲：Diggy-MO', Shinnosuke　編曲：Shinnosuke, Diggy-MO'

### DVD (初回生産限定盤)
1. SOUL'd OUT復活ライヴ＠渋谷WWW (2010/12/27)
2. BEAT CONNECTION 2010＠横浜アリーナ (2010/11/21)